# Vivir para contarlo
 (janvier 2023).
Albums de Violadores del Verso
Vivir para contarlo / Haciendo lo nuestro
(2006)
Vivir para contarlo est le neuvième album studio du groupe de rap espagnol Violadores del Verso, sorti en 2006.

## Liste des titres
1. Filosofía y letras — 5:18
2. Asómate — 4:48
3. Pura droga sin cortar — 6:14
4. Información plantacalle — 6:26
5. A las cosas por su nombre — 4:19
6. Nada más — 5:27
7. Resistencia arrogante — 3:35
8. Ocho lineas — 5:03
9. Cantando — 5:32
10. Alergia — 3:33
11. Vivir para contarlo — 5:59
12. No somos ciegos — 5:15
13. Zombis — 4:38
14. Dale tiempo al rumor — 6:11